# Gernika
A Gernika (eredeti cím: Guernica) 2016-ban bemutatott koprodukciós háborús romantikus filmdráma, melyet Koldo Serra rendezett. A főbb szerepekben James DʼArcy, María Valverde és Jack Davenport látható. Ez az első játékfilm, amely a Guernica 1937-es bombázásáról készült.
A film középpontjában egy amerikai újságíró áll, aki a spanyol polgárháborúról és Guernica bombázásáról tudósít, és beleszeret a spanyol köztársasági kormány egyik cenzorába. Az újságíró karaktere nagyjából George Steer brit riporteren alapul, aki a háborúról és a bombázásokról tudósított a brit médiának, továbbá Ernest Hemingwayen és Robert Capán.

## Cselekmény
Bilbao 1937 áprilisában, 9 hónappal a spanyol polgárháború kitörése után: Henry Howell amerikai tudósító, aki írói tehetségéről és az igazság iránti szenvedélyéről híres. Az utóbbi években azonban cinikus és opportunista lett, és csak az imázsával és a presztízsével törődik. Miközben a republikánus oldalon tudósít az összecsapásokról, találkozik egy Teresa nevű fiatal idealistával, aki jól ismeri, és azzal hibáztatja, hogy belefeledkezett a munkába, és elvesztette a szenvedélyét.
Henry Howellt George Steer brit újságíró inspirálta, aki jelen volt a gernikai eseményeknél, és akinek a Guernica bombázásáról szóló távirata az angolszász szférában híressé vált, és Pablo Picasso híres Guernica című festményének ihletője lett.

## Szereplők
| Szerep                          | Színész               | Magyar hang           |
| ------------------------------- | --------------------- | --------------------- |
| Henry Howell                    | James DʼArcy          | Simon Kornél          |
| Teresa                          | María Valverde        | Hay Anna              |
| Vaszil, szovjet felügyelő       | Jack Davenport        | Viczián Ottó          |
| Marta, francia fotós            | Ingrid García Jonsson | Eke Angéla            |
| Marco, portugál újságíró        | Álex García           | Kolovratnik Krisztián |
| Carmen                          | Bárbara Goenaga       | Bata Éva              |
| Wolfram Freiherr von Richthofen | Joachim Paul Assböck  |                       |
| Soviet consul                   | Burn Gorman           | Rába Roland           |
| német kapitány                  | Markus Oberhauser     |                       |

### Magyar változat
- Bemondó: Bognár Tamás
- Hangmérnök: Márkus Tamás
- Vágó: Kajdácsi Brigitta
- Gyártásvezető: Kincses Tamás
- Szinkronrendező: Majoros Eszter

A szinkront a Mafilm Audio Kft. készítette el.

## A film készítése és bemutató
A forgatás 2015 nyarán zajlott Bilbaóban és környékén.
A film premierje a Málagai Filmfesztiválon volt 2016. április 26-án, a Guernica elleni bombázás 79. évfordulóján.

## Fogadtatás
A film általánosságban pozitív visszajelzéseket kapott a kritikusoktól. A Rotten Tomatoes weboldalon 86-os értékelést kapott 7 kritika alapján, az átlagos értékelése 5,8 pont a 10-ből.